# Мохов, Анатолий Васильевич
Анатолий Васильевич Мохов — советский хозяйственный и государственный деятель, лауреат Государственной премии СССР за выдающиеся достижения в труде.

## Биография
Родился в 1935 году в Костромской области. Член КПСС.
В 1953—1955 — кузнец Костромского экскаваторного завода. В 1955—1957 — военнослужащий Советской армии. В 1958—1973 — кузнец, мастер, в 1973—1993 годах — кузнец Костромского экскаваторного завода «Рабочий металлист».
Депутат Верховного Совета СССР 9-го созыва. Делегат XXVI съезда КПСС.
За большой личный вклад в повышение качества и долговечности выпускаемых машин и механизмов был в составе коллектива удостоен Государственной премии СССР за выдающиеся достижения в труде 1985 года.
Умер в Костроме.

## Награды
- Орден Ленина
- Орден Октябрьской Революции
- Орден Трудового Красного Знамени